# Real Zaragoza 1963-1964
Questa voce raccoglie le informazioni riguardanti il Real Zaragoza nelle competizioni ufficiali della stagione 1963-1964

## Stagione
L'allenatore è l'ex portiere del Barcellona e della Nazionale Antonio Ramallets. Il catalano viene esonerato il 12 maggio 1964. Viene sostituito da Luis Belló, che aveva militato nel Real Saragozza anche da giocatore. Il campionato di Primera División era già finito, con il raggiungimento del quarto posto, ma restavano da disputare le finali di Coppa delle Fiere e Copa del Generalísimo. Gli aragonesi si aggiudicarono entrambe le competizioni, sconfiggendo nella finale della competizione europea i campioni uscenti del Valencia, e nella finale della coppa nazionale l'Atlético Madrid. Questi furono i primi due titoli della storia del Real Saragozza.

## Rosa
| N. |                   | Ruolo | Calciatore           |
| -- | ----------------- | ----- | -------------------- |
|    | Spagna (bandiera) | P     | Enrique Yarza        |
|    | Spagna (bandiera) | P     | Vicente Cardoso      |
|    | Spagna (bandiera) | P     | Juan Visa            |
|    | Spagna (bandiera) | D     | Francisco Santamaría |
|    | Spagna (bandiera) | D     | Juan Zubiaurre       |
|    | Spagna (bandiera) | D     | Joaquín Cortizo      |
|    | Spagna (bandiera) | D     | Severino Reija       |
|    | Spagna (bandiera) | D     | Pepín                |
|    | Spagna (bandiera) | D     | José Luis Violeta    |
|    | Spagna (bandiera) | C     | Santiago Isasi       |
|    | Spagna (bandiera) | C     | Juan Manuel Villa    |

| N. |                    | Ruolo | Calciatore          |
| -- | ------------------ | ----- | ------------------- |
|    | Uruguay (bandiera) | C     | Eduardo Endériz     |
|    | Spagna (bandiera)  | C     | Antonio Pais        |
|    | Spagna (bandiera)  | C     | Eleuterio Santos    |
|    | Spagna (bandiera)  | A     | Carlos Lapetra      |
|    | Spagna (bandiera)  | A     | Marcelino Martínez  |
|    | Brasile (bandiera) | A     | Duca                |
|    | Brasile (bandiera) | A     | Canário             |
|    | Perù (bandiera)    | A     | Sigi                |
|    | Spagna (bandiera)  | A     | Joaquín Murillo     |
|    | Spagna (bandiera)  | A     | Julio Nogueira      |
|    | Spagna (bandiera)  | A     | José María Encontra |